# Martha Isabel Bolaños
Martha Isabel Bolaños (Cali, Kolumbija - 28. prosinca 1973.) kolumbijska je glumica. Glumila je u nekim telenovelama, među kojima je i kolumbijska telenovela Doña Bárbara.

## Filmografija
| Godina        | Naslov                            | Uloga                 |
| ------------- | --------------------------------- | --------------------- |
| 2009.         | Cómplices                         | Harveyeva djevojka    |
| 2008.         | Sin Senos no Hay Paraíso          | Margot                |
| 2008.         | Doña Bárbara                      | Josefa de Mujiquita   |
| 2006.         | Hasta que la plata nos separe     | Claudia Bermúdez      |
| 2005.         | La tormenta                       | Camelia               |
| 2005.         | El pasado no perdona              | Clemencia             |
| 2004. – 2005. | Te voy a enseñar a querer         | Charó Bedoya          |
| 2004.         | La isla de los famosos - Colombia | Martha Isabel Bolaños |
| 2003.         | Osveta ljubavi                    | Esperanza             |
| 2001.         | Eco moda                          | Jenny García          |
| 2001.         | El inutil                         | Esmeralda             |
| 2000.         | Francisco el matemático           | Catalina Mendoza      |
| 1999.         | Yo soy Betty, la fea              | Jenny García          |